# Zakir Həsənov
Zakir Əsgər oğlu Həsənov (ur. 6 czerwca 1959 w rejonie Astara) – azerski polityk i wojskowy w stopniu generała pułkownika. W latach 2003–2013 wiceminister spraw wewnętrznych Republiki Azerbejdżanu. Od 2013 minister obrony Republiki Azerbejdżanu.

## Życiorys
W 1980 ukończył szkołę wojskową w Baku, po czym rozpoczął służbę w Armii Radzieckiej. Od 1980 do 1985 był przydzielony do jednostek stacjonujących na terenie Niemieckiej Republiki Demokratycznej. Potem został przeniesiony do Syberyjskiego Okręgu Wojskowego. Po rozpadzie ZSRR rozpoczął służbę w Siłach Zbrojnych Azerbejdżanu.

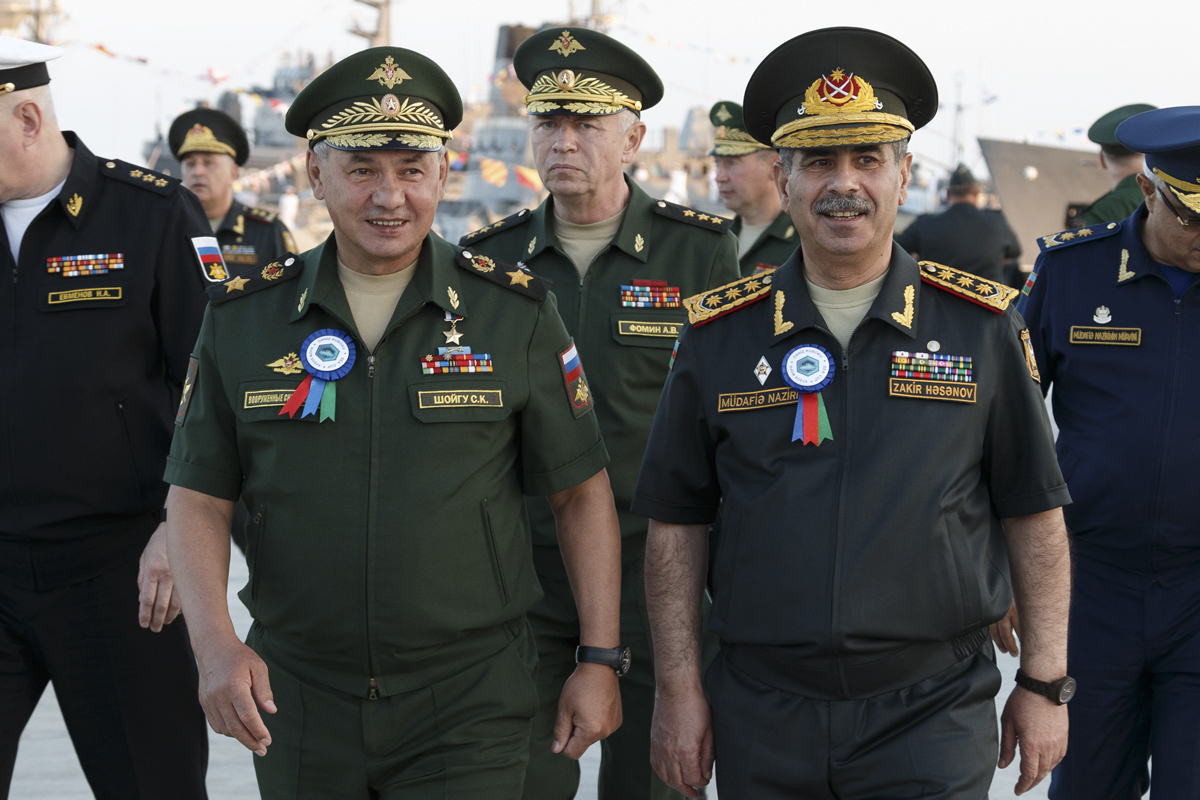
Siergiej Szojgu i Zakir Həsənov w 2020

17 stycznia 2003 został mianowany wiceministrem spraw wewnętrznych i dowódcą wojsk wewnętrznych, kilka miesięcy później otrzymał awans na stopień generała majora. 22 października 2013 powierzono mu tekę ministra obrony Republiki Azerbejdżanu.
Podczas tzw. wojny kwietniowej w 2016 stwierdził, że jeśli siły ormiańskie nie zaprzestaną ostrzału miejscowości azerskich, wojska Azerbejdżanu w odpowiedzi dokonają ostrzału artyleryjskiego miasta Stepanakert.
W 2019 reprezentował Azerbejdżan podczas parady wojskowej w Islamabadzie z okazji Dnia Pakistanu. Pojawił się na paradzie wojskowej w Moskwie z okazji Dnia Zwycięstwa w 2020, na której reprezentował prezydenta Azerbejdżanu (który nie mógł się pojawić osobiście z powodu pandemii COVID-19).

## Ordery i odznaczenia
- Order Zwycięstwa (2020, upamiętniający zwycięstwo w wojnie o Górski Karabach[6])
- Order Sławy (2019)[7]
- Order Flagi Azerbejdżanu (2004)[8]
- Medal „Za zasługi wojenne” (2002)[8]
- Medal „Za wyróżnienie na granicy” (1998)[8]
- Medal „Za Ojczyznę” (2008)[8]
- Medal „Za nienaganną służbę” I i II klasy
- Medal „Za wyróżnienie w służbie wojskowej”
- Medal „10-lecie Sił Zbrojnych Republiki Azerbejdżanu (1991-2001)”
- Medal „90-lecie Sił Zbrojnych Republiki Azerbejdżanu (1918-2008)”
- Medal „95-lecie Sił Zbrojnych Republiki Azerbejdżanu (1918-2013)”